# 鹿島町 (福島県)
鹿島町（かしままち）は、福島県相馬郡に存在した町である。2006年（平成18年）に原町市および相馬郡小高町と合併し、南相馬市となった。鹿島町の町域に地域自治区である鹿島区が設置されている。

## 地理
太平洋に面した町で、町の西部は阿武隈高地で、町内を真野川が流れる。南北を相馬市と原町市に囲まれる位置にあり、国道6号や常磐線が町を南北に縦断する。
- 山:八森山
- 河川:真野川
- 湖沼:はやま湖（真野川ダム湖、飯舘村）

## 歴史
- 1889年（明治22年） - 町村制施行により、行方郡鹿島村が成立する。
- 1896年（明治29年） - 行方郡が宇多郡と合併し、相馬郡となる。
- 1898年（明治31年）12月27日 - 町制施行により、鹿島村が鹿島町になる。
- 1954年（昭和29年）3月31日 - 鹿島町・真野村・八沢村・上真野村が合併し、改めて鹿島町となる。
- 2006年（平成18年）1月1日 - 原町市・小高町と合併し、南相馬市となる。

## 教育
- 中学校
  - 鹿島町立鹿島中学校
- 小学校
  - 鹿島町立鹿島小学校
  - 鹿島町立真野小学校
  - 鹿島町立八沢小学校
  - 鹿島町立上真野小学校

## 交通

### 空港
仙台空港が比較的利用しやすい。同じ福島県内では、福島空港もある。

### 鉄道路線
- 東日本旅客鉄道（JR東日本）
  - 常磐線 - 鹿島駅

### 道路
高速道路
- 常磐自動車道
  - 南相馬鹿島SA/スマートIC
- 一般国道
  - 国道6号

### 路線バス
- 福島交通

## 名所・観光地
- 大穴鍾乳洞
- 右田浜海水浴場
- 阿弥陀寺（刺繍阿弥陀名号掛幅は国の重要文化財）
- 日吉神社（「日吉神社のお浜下りと手踊り」は県指定重要無形民俗文化財）
- ジュラ紀の恐竜足跡化石産地

## 祭事・催事
- 春まつり
- 海のサケまつり
- 火伏祭
- かしまのなつまつり（主に盆踊り大会や花火大会を催していたが、2002年からテレビで活躍するお笑い芸人を呼び、お笑いライブを開催。）

## 出身有名人
- 牛渡葉月（女子プロゴルファー、タレント）
- 斎藤てるみ（歌手）
- 濱野幸一（経産官僚、第53代特許庁長官）[1]